# Il grande ruggito
(Frase di lancio)
Il grande ruggito (Roar) è un film statunitense del 1981 diretto da Noel Marshall, interpretato da Tippi Hedren e Noel Marshall.

## Trama
Africa. L'etologo statunitense Hank si è ritirato da alcuni anni in una fattoria per studiare il comportamento di alcune bestie feroci (in particolar modo felini) che ha allevato da cuccioli e con i quali vive in perfetta armonia nella sua dimora. Quando, dagli Stati Uniti, arrivano la moglie e i figli per fargli visita, per una serie improvvisa di imprevisti, si presentano alla fattoria proprio quando Hank è assente. L'incontro con i feroci animali si trasforma, per loro, in una terribile e imprevista avventura.

## Produzione
Oltre a recitare nel film, Marshall lo ha scritto, diretto e prodotto insieme a sua moglie, Tippi Hedren. La vera figlia di Tippi, Melanie Griffith, appare in quello che è in effetti il suo debutto cinematografico come attrice, in pratica nel ruolo di sé stessa (e anche il personaggio si chiama Melanie). Anche gli altri due figli di Mashall, John e Jerry interpretano se stessi.
L'Internet Movie Database lo classifica come "il più costoso film "casalingo" mai realizzato". Restò infatti in produzione per 11 anni, costò 17 milioni di dollari e ne incassò internazionalmente soltanto 2. Tippi Hedren in quell'occasione scrisse in collaborazione il libro Cats of Shambala, pubblicato nel 1985 e che trattava della sua esperienza nel girare questo film.
All'epoca il film ottenne uno scarso successo, venendo giudicato in maniera abbastanza negativa. Negli anni si è però guadagnato una sorta di status di culto, soprattutto perché gli animali utilizzati durante le riprese non erano addestrati: la stessa promozione del film fece circolare la voce che più di 70 membri del cast e della produzione fossero stati feriti durante le riprese.
Direttore della fotografia il futuro regista Jan De Bont (Speed, Speed 2, Twister).

## Edizione italiana
Il film fu distribuito in Italia dalla Cineriz a metà febbraio 1982. Doppiaggio affidato alla Cine Video Doppiatori. Nella colonna sonora della versione italiana vennero inseriti due brani del cantautore Ivan Graziani: Lontano dalla paura e Grande mondo.